# HD 11506 c
HD 11506 c是一颗围绕HD 11506运转的太阳系外行星，位于176光年之外的鲸鱼座中。它是这个行星系的第二颗行星，在2009年2月18日由图奥米和科蒂兰塔用贝叶斯分析的方法发现。它的质量下限为木星的82%，绕恒星一周需要170天。然而它的轨道离心率很大，与恒星的距离范围在0.37到0.91天文单位之间变化。